# Modelo de Potts
Em mecânica estatística, o modelo de Potts, uma generalização do modelo de Ising, é um modelo de spins em interação em um reticulado cristalino. Pelo estudo do modelo de Potts, pode-se ter uma visão do comportamento de ferromagnetos e outros fenômenos em física do estado sólido. A força do modelo de Potts está menos no fato de que modela bem estes sistemas físicos e mais no fato de que o caso unidimensional é exatamente solvável. O modelo de Potts tem uma rica formulação matemática, que tem sido extensivamente estudada.
O modelo recebe este nome em homenagem ao matemático australiano Renfrey Potts, que descreveu o modelo perto da conclusão de sua tese de doutorado em 1951. O modelo estava relacionado como o "modelo de Potts planar" ou "modelo do relógio", sugerido a Potts por seu orientador, o físico britânico Cyril Domb. O modelo de Potts planar de quatro estados é às vezes chamado de modelo Ashkin-Teller, em homenagem aos físicos Julius Ashkin e Edward Teller, que falaram sobre um modelo equivalente em 1943.
O modelo de Potts está relacionado a e é generalizado por vários outros modelos, incluindo o modelo XY, o modelo de Heisenberg e o modelo n-vetor. O modelo de Potts de intervalo infinito é conhecido como modelo de Kac. Quando se assume que os spins interagem de maneira não-abeliana, o modelo está relacionado com o modelo do tubo de fluxo, usado para discutir confinamento em cromodinâmica quântica. Generalizações do modelo de Potts também têm sido usadas para modelar crescimento de grãos em metais e endurecimento de espumas. Uma generalização adicional destes métodos por James Glazier e François Graner, conhecida como modelo de Potts celular, tem sido usada para simular fenômenos estáticos e cinéticos em espuma e morfogênese biológica.

## Descrição física
O modelo de Potts consiste em spins colocados em um reticulado. O reticulado é geralmente assumido como um reticulado euclidiano retangular bidimensional, mas é frequentemente generalizado a outras dimensões e outros reticulados. Domb sugeriu originalmente que o spin assume um de {\displaystyle q} valores possíveis, distribuídos uniformemente pelo círculo, em ângulos
{\displaystyle \theta _{n}={\frac {2\pi n}{q}},}
em que {\displaystyle n=1,...,q} e o hamiltoniano da interação é dado por
{\displaystyle H_{c}=J_{c}\sum _{(i,j)}\cos \left(\theta _{s_{i}}-\theta _{s_{j}}\right)}
com a soma correndo pelos pares de vizinhos mais próximos {\displaystyle (i,j)} sobre todos os locais do reticulado. As cores do local {\displaystyle s_{i}} assumem valores em {\displaystyle \{1,...,q\}}. Aqui, {\displaystyle J_{c}} é uma constante de acoplamento, que determina a força da interação. Este modelo é agora conhecido como modelo de Potts vetorial ou modelo do relógio. Potts forneceu a locação em duas dimensões da transição de fase para {\displaystyle q=3} e {\displaystyle q=4}. No limite conforme {\displaystyle q\rightarrow \infty }, este se torna o modelo XY.
O que é agora conhecido como o modelo de Potts padrão foi sugerido por Potts na disciplina sobre seu estudo acima e usa um hamiltoniano mais simples, dado por:
{\displaystyle H_{p}=-J_{p}\sum _{(i,j)}\delta (s_{i},s_{j}),}
em que {\displaystyle \delta (s_{i},s_{j})} é o delta de Kronecker, que é igual a 1 sempre que {\displaystyle s_{i}=s_{j}} e 0 de outro modo.
O modelo de Potts padrão {\displaystyle q=2} é equivalente ao modelo de Ising e ao modelo de Potts vetorial de dois estados com {\displaystyle J_{p}=-2J_{c}}. O modelo de Potts padrão {\displaystyle q=3} é equivalente ao modelo de Potts vetorial de três estados com {\displaystyle J_{p}=-(3/2)J_{c}}.
Uma generalização comum consiste em introduzir um termo de "campo magnético" externo {\displaystyle h}, movendo os parâmetros no interior das somas e permitindo que variem através do modelo
{\displaystyle \beta H_{g}=-\beta \sum _{(i,j)}J_{ij}\delta (s_{i},s_{j})-\sum _{i}h_{i}s_{i},}
em que {\displaystyle \beta =1/kT} é a temperatura inversa, {\displaystyle k} é a constante de Boltzmann e {\displaystyle T} é a temperatura. A soma pode correr por vizinhos mais distantes no reticulado ou pode, na verdade, ser uma força de intervalo infinito.
Textos diferentes podem adotar convenções ligeiramente diferentes, o que pode alterar {\displaystyle H} e a função de partição associada pelas constantes aditivas ou multiplicativas.

## Discussão
Apesar de sua simplicidade como um modelo de sistema físico, o modelo de Potts é útil como um sistema de modelo para o estudo de transições de fase. Por exemplo, reticulados bidimensionais com {\displaystyle J>0} exibem uma transição de primeira ordem se {\displaystyle q>4}. Quando {\displaystyle q\leq 4}, uma transição contínua é observada, assim como no modelo de Ising em que {\displaystyle q=2}. Outro uso é encontrado na relação do modelo com problemas de percolação, além polinômios de Tutte e polinômios cromáticos encontrados em combinatória.
O modelo tem uma relação íntima com o modelo de grupo aleatório de Fortuin–Kasteleyn, outro modelo em mecânica estatística. A compreensão desta relação tem ajudado a desenvolver eficientes métodos de Monte Carlo de cadeia de Markov para exploração numérica do modelo em {\displaystyle q} pequeno.
Para valores inteiros de {\displaystyle q}, {\displaystyle q\geq 3}, o modelo exibe o fenômeno da adsorção interfacial com propriedades de molhabilidade críticas intrigantes quando se fixam fronteiras opostas em dois estados diferentes.

## Descrição teórica da medida
O modelo de Potts unidimensional pode ser expresso em termos de um subdeslocamento de tipo finito, ganhando assim acesso a todas as técnicas matemáticas associadas com este formalismo. Em particular, pode ser resolvido exatamente pelo uso de técnicas de operadores de transferência. Entretanto, Ernst Ising usava métodos combinatórios para resolver o modelo de Ising, o "ancestral" do modelo de Potts, em sua tese de doutorado de 1924. Esta seção desenvolve o formalismo matemático, baseado na teoria da medida, por trás desta solução.
Ainda que o exemplo abaixo seja desenvolvido para o caso unidimensional, muitos dos argumentos e quase toda a notação podem ser generalizados facilmente a qualquer número de dimensões. Algo do formalismo também é amplo o bastante para lidar com modelos relacionados, como o modelo XY, o modelo de Heisenberg e o modelo n-vetor.

### Topologia do espaço de estados
Considere {\displaystyle Q=\{1,...,q\}} um conjunto finito de símbolos e considere
{\displaystyle Q^{\mathbf {Z} }=\{s=(\ldots ,s_{-1},s_{0},s_{1},\ldots ):s_{k}\in Q\;\forall k\in \mathbf {Z} \}}
o conjunto de todas as cordas de valores bi-infinitas a partir do conjunto {\displaystyle Q}. Este conjunto é chamado de deslocamento total. Para a definição do modelo de Potts, tanto este espaço inteiro, como um certo subconjunto do mesmo, um subdeslocamento de tipo finito, podem ser usados. Os deslocamentos recebem este nome porque há um operador natural neste espaço, o operador de deslocamento {\displaystyle \tau :Q^{\mathbf {Z} }\rightarrow Q^{\mathbf {Z} }}, agindo como
{\displaystyle \tau (s)_{k}=s_{k+1}.}
Este conjunto tem uma topologia produto natural. A base para este topologia é composta pelos conjuntos cilindros
{\displaystyle C_{m}[\xi _{0},\ldots ,\xi _{k}]=\{s\in Q^{\mathbf {Z} }:s_{m}=\xi _{0},\ldots ,s_{m+k}=\xi _{k}\},}
isto é, o conjunto de todas as cordas possíveis em que {\displaystyle k+1} spins correspondem exatamente a um dado conjunto específico de valores {\displaystyle \xi _{0},...,\xi _{k}}. Representações explícitas para os conjuntos cilindros podem ser apreendidas ao notar que a corda de valores corresponde ao número q-ádico e assim, intuitivamente, a topologia produto lembra aquela da linha de números reais.

### Energia de interação
A interação entre os spins é então dada por uma função contínua {\displaystyle V:Q^{\mathbf {Z} }\rightarrow \mathbf {R} } nesta topologia. Qualquer função fará. Por exemplo,
{\displaystyle V(s)=-J\delta (s_{0},s_{1})}
será visto para descrever a interação entre os vizinhos mais próximos. É claro que funções diferentes dão interações diferentes. Então, uma função de {\displaystyle s_{0}}, {\displaystyle s_{1}} e {\displaystyle s_{2}} descreverá uma interação entre os vizinhos mais próximos seguintes. Uma função {\displaystyle V} dá a energia de interação entre um conjunto de spins, que não é o hamiltoniano, mas é usada em sua construção. O argumento para a função {\displaystyle V} é um elemento {\displaystyle s\in Q^{\mathbf {Z} }}, isto é, uma corda infinita de spins. No exemplo acima, a função {\displaystyle V} apenas selecionou dois spins da corda infinita: os valores {\displaystyle s_{0}} e {\displaystyle s_{1}}. Em geral, a função {\displaystyle V} pode depender de alguns ou todos os spins. Atualmente, apenas aqueles que dependem de um número finito são exatamente solváveis.
Defina a função {\displaystyle H_{n}:Q^{\mathbf {Z} }\rightarrow \mathbf {R} } como
{\displaystyle H_{n}(s)=\sum _{k=0}^{n}V(\tau ^{k}s).}
Pode-se ver que esta função consiste em duas partes: a auto-energia de uma configuração {\displaystyle [s_{0},s_{1},...,s_{n}]} de spins, além da energia de interação deste conjunto e todos os outros spins no reticulado. O limite {\displaystyle n\rightarrow \infty } desta função é o hamiltoniano do sistema. Para {\displaystyle n} finito, estes são às vezes chamados de hamiltonianos de estado finito.

### Função de partição e medida
A função de partição de estado finito correspondente é dada por
{\displaystyle Z_{n}(V)=\sum _{s_{0},\ldots ,s_{n}\in Q}\exp(-\beta H_{n}(C_{0}[s_{0},s_{1},\ldots ,s_{n}]))}
com {\displaystyle C_{0}} sendo os conjuntos cilindros definidos acima. Aqui, {\displaystyle \beta =1/kT}, em que {\displaystyle k} é a constante de Boltzmann e {\displaystyle T} é a temperatura. É muito comum em tratamentos matemáticas configurar {\displaystyle \beta =1}, já que é facilmente recuperado ao reescalar a energia de interação. A função de partição é escrita como uma função da interação {\displaystyle V} para enfatizar que isto é apenas uma função da interação e não de qualquer configuração específica de spins. A função de partição e o hamiltoniano são usados para definir uma medida sobre a sigma-álgebra de Borel da seguinte maneira: a medida de um conjunto cilindro, isto é, um elemento da base, é dada por
{\displaystyle \mu (C_{k}[s_{0},s_{1},\ldots ,s_{n}])={\frac {1}{Z_{n}(V)}}\exp(-\beta H_{n}(C_{k}[s_{0},s_{1},\ldots ,s_{n}])).}
Pode-se então estender por aditividade contável à sigma-álgebra total. Esta medida é uma medida de probabilidade, que dá a probabilidade de que uma dada configuração ocorra no espaço de configuração {\displaystyle Q^{\mathbf {Z} }}. Ao dotar o espaço de configuração com uma medida de probabilidade construída a partir de um hamiltoniano desta forma, o espaço de configuração se transforma em um conjunto canônico.
A maioria das propriedades termodinâmicas pode ser expressa diretamente em termos de uma função de partição. Assim, por exemplo, a energia livre de Helmholtz é dada por
{\displaystyle A_{n}(V)=-kT\log Z_{n}(V).}
Outra importante quantidade relacionada é a pressão topológica, definida como
{\displaystyle P(V)=\lim _{n\to \infty }{\frac {1}{n}}\log Z_{n}(V),}
que aparecerá como o logaritmo do autovalor condutor do operador de transferência da solução.

### Solução do campo livre
O modelo mais simples é o modelo em que não há qualquer interação, então, {\displaystyle V=c} e {\displaystyle H_{n}=c} (com {\displaystyle c} constante e independente de qualquer configuração de spin). A função de partição se torna
{\displaystyle Z_{n}(c)=e^{-c\beta }\sum _{s_{0},\ldots ,s_{n}\in Q}1.}
Se todos os estados forem permitidos, isto é, o conjunto subjacente de estados for dado por um deslocamento total, então, a soma pode ser trivialmente avaliada como
{\displaystyle Z_{n}(c)=e^{-c\beta }q^{n+1}.}
Se spins avizinhantes forem permitidos apenas em certas configurações específicas, então, o espaço de estados é dado por um subdeslocamento de tipo finito. A função de partição pode então ser escrita como
{\displaystyle Z_{n}(c)=e^{-c\beta }|{\mbox{Fix}}\,\tau ^{n}|=e^{-c\beta }{\mbox{Tr}}A^{n},}
em que {\displaystyle c} é a cardinalidade ou contagem de um conjunto e {\displaystyle {\mbox{Fix}}} é o conjunto de pontos fixos da função iterada de deslocamento:
{\displaystyle {\mbox{Fix}}\,\tau ^{n}=\{s\in Q^{\mathbf {Z} }:\tau ^{n}s=s\}.}
A matriz q x q {\displaystyle A} é a matriz de adjacência que especifica quais valores de spins avizinhantes são permitidos.

### Modelo interativo
O caso mais simples de modelo interativo é o modelo de Ising, em que o spin pode assumir apenas um de dois valores, {\displaystyle s_{n}\in \{-1,1\}}, e apenas spins dos vizinhos mais próximos interagem. O potencial de interação é dado por
{\displaystyle V(\sigma )=-J_{p}s_{0}s_{1}.}
Este potencial pode ser capturado em uma matriz 2 x 2 com elementos de matriz
{\displaystyle M_{\sigma \sigma '}=\exp \left(\beta J_{p}\sigma \sigma '\right)}
com o índice {\displaystyle \sigma ,\sigma '\in \{-1,1\}}. A função de partição é então dada por
{\displaystyle Z_{n}(V)={\mbox{Tr}}\,M^{n}.}
A solução geral para um número arbitrário de spins e uma interação arbitrária de intervalo finito é dada pela mesma forma geral. Neste caso, a expressão precisa para a matriz {\displaystyle M} é um pouco mais complexa.
O objetivo ao resolver um modelo tal como o modelo de Potts é dar uma expressão de forma fechada para a função de partição e uma expressão para os estados de Gibbs ou estados de equilíbrio no limite de {\displaystyle n\rightarrow \infty }, o limite termodinâmico.

## O modelo de Potts no processamento de sinal e imagem
O modelo de Potts tem aplicações em reconstrução de sinal. Assuma que há uma observação com ruído de um sinal constante por partes {\displaystyle g} em {\displaystyle \mathbf {R} ^{n}}. Para recuperar {\displaystyle g} a partir do vetor {\displaystyle f} da observação com ruído em {\displaystyle \mathbf {R} ^{n}}, procura-se um minimizador do problema inverso correspondente, a funcional de Lp-Potts {\displaystyle P_{\gamma }(u)}, que é definida por
{\displaystyle P_{\gamma }(u)=\gamma \|\nabla u\|_{0}+\|u-f\|_{p}^{p}=\gamma \#\{i:u_{i}\neq u_{i+1}\}+\sum _{i=1}^{n}|u_{i}-f_{i}|^{p}.}
A penalidade do salto {\displaystyle \|\nabla u\|_{0}} força soluções constantes por partes e o termo de dado {\displaystyle \|u-f\|_{p}^{p}} acopla o candidato minimizador {\displaystyle u} ao dado {\displaystyle f}. O parâmetro {\displaystyle \gamma >0} controla o tradeoff entre regularidade e fidelidade dos dados. Há rápidos algoritmos para a exata minimização da funcional de L1 e L2-Potts.
Em processamento de imagem, a funcional de Potts está relacionada com o problema de segmentação. Entretanto, em duas dimensões, o problema é NP-difícil.